# Al-Zarrar
L'Al-Zarrar è un carro armato da combattimento sviluppato congiuntamente dalla pakistana Heavy Industries Taxila (HIT) per l'esercito pakistano. Si tratta di una variante migliorata del carro cinese Type 59, sviluppata per sostituire la flotta di questi carri nell'esercito pakistano. Equipaggiato con armamento, sistema di controllo del tiro e protezioni balistiche moderne, il carro è offerto dalla HIT sul mercato estero anche come pacchetto di modernizzazione per carri T-54/T-55 e Type 59, con 54 modifiche che ne fanno praticamente un nuovo carro.
Il programma di sviluppo dell'Al-Zarrar è iniziato nel 1990, mentre la produzione di massa ha avuto inizio il 6 maggio 2003. Il primo lotto di 88 carri è stato consegnato all'esercito pakistano il 26 febbraio 2004.

## Storia
La flotta di carri cinesi Type 59 dell'esercito pakistano era troppo grande per essere dismessa e sostituita, cosicché nel 1990 la Heavy Industries Taxila (HIT) iniziò un graduale programma di upgrade del carro. L'idea era di potenziare la potenza di fuoco, la mobilità e la protezione del carro cinese per consentirgli di competere sui moderni campi di battaglia ad una frazione del costo di un nuovo carro armato moderno. La prima fase del programma venne completata nel 1997. La seconda fase iniziò nel 1998, quando la HIT iniziò lo sviluppo e la sperimentazione di un nuovo carro, un Type 59 ricostruito con oltre 50 modifiche e presentato in tre prototipi che differivano leggermente per alcune specifiche (per esempio differenti sistemi di controllo del tiro). Vi furono incorporati molti sistemi sviluppati originariamente dalla HIT per il suo nuovo carro Al-Khalid. I prototipi furono estesamente testati dalla HIT e dall'esercito pakistano, che selezionò la versione finale del carro, soprannominata Al-Zarrar.
Entro la metà del 2004 la HIT si aspettava l'esportazione di 50 carri Al-Zarrar.

## Tecnica

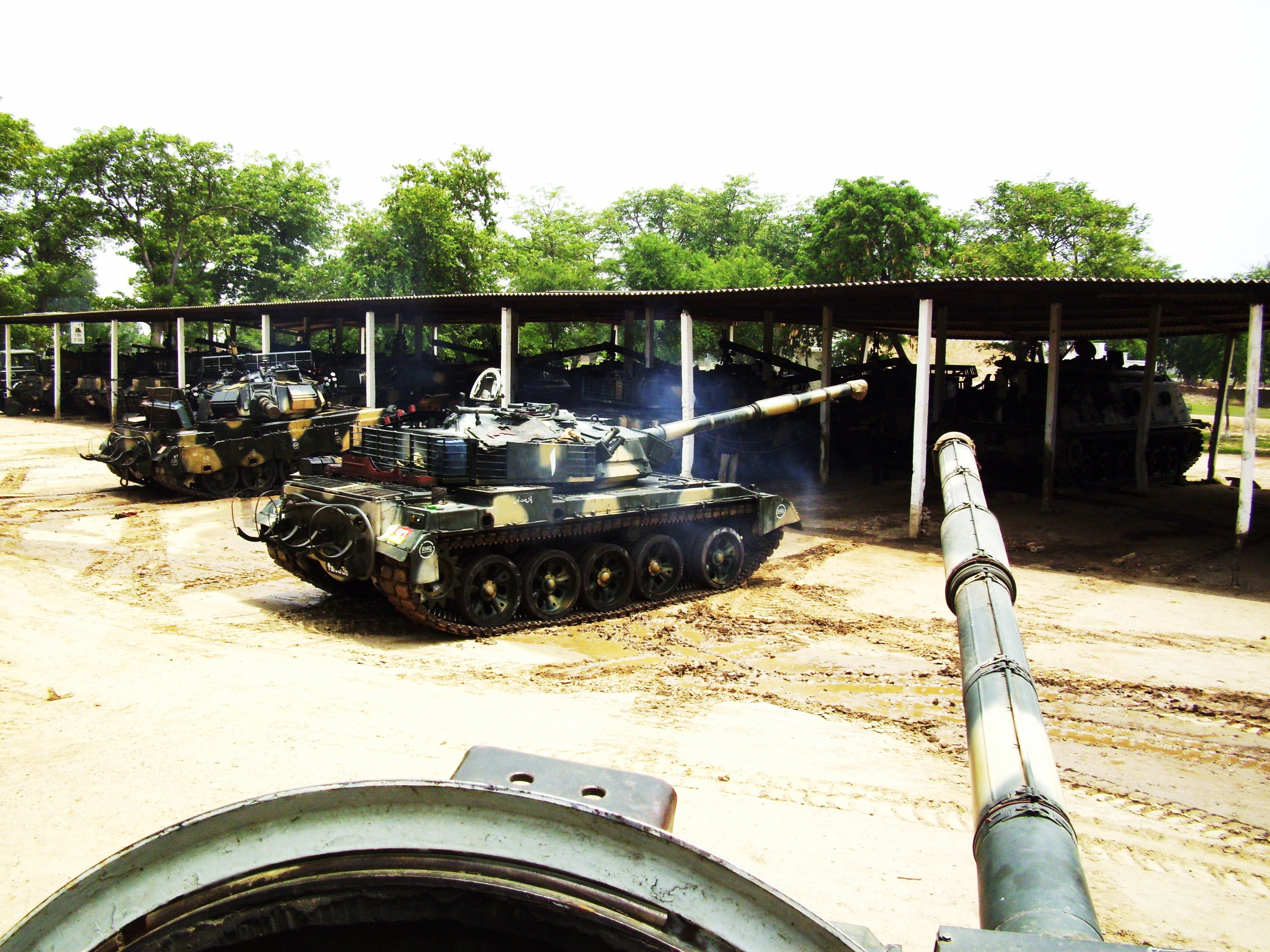
Carri Al-Zarrar del 27º Reggimento di cavalleria, di stanza a Kharian.

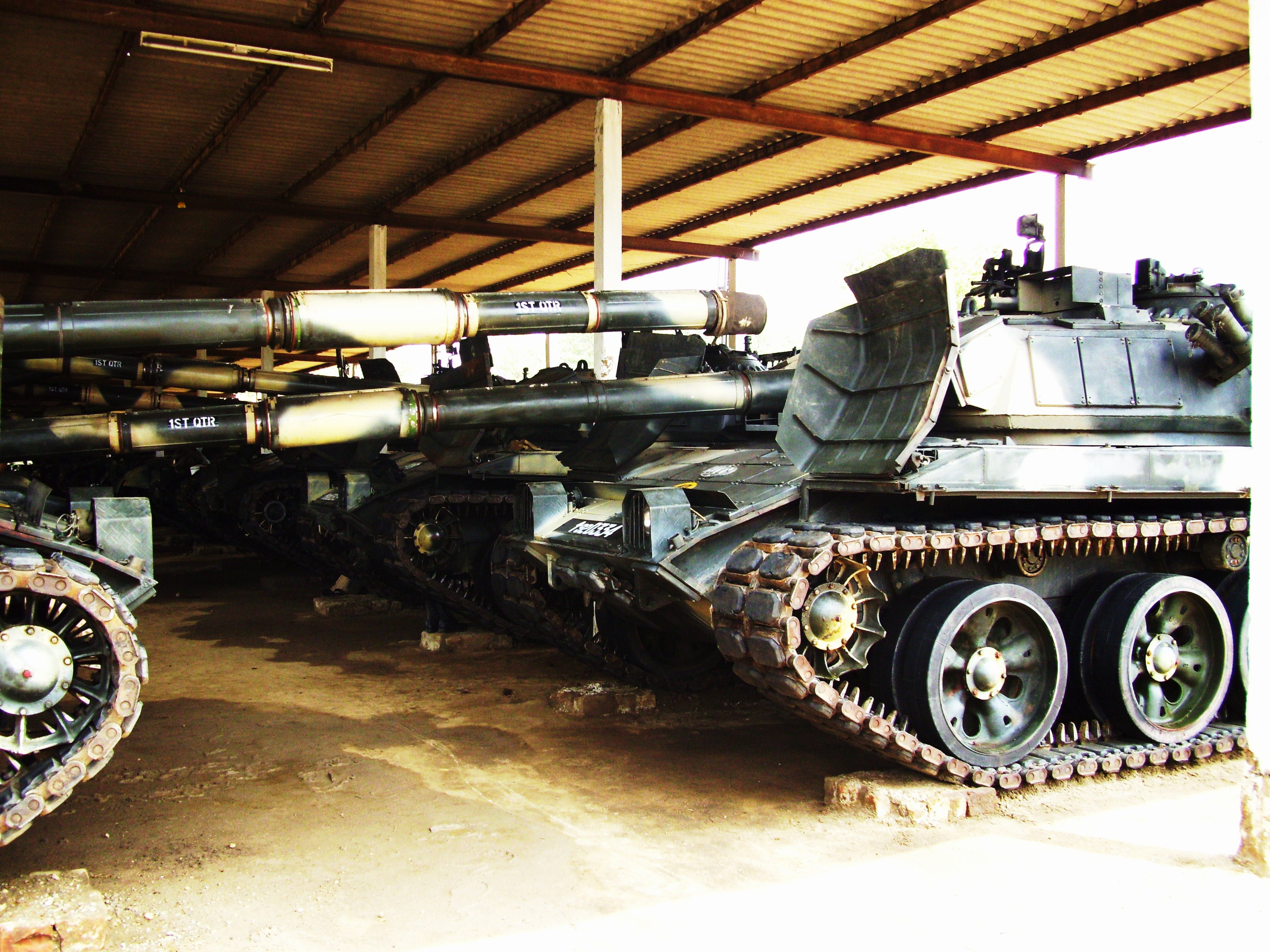
Carri Al-Zarrar del 27º Reggimento di cavalleria.

### Armamento
L'armamento primario del carro è un cannone ad anima liscia da 125 mm di calibro, con canna sottoposta ad autofrettaggio e cromatura. Il cannone, oltre ai proietti APFSDS, HEAT-FS and HE-FS, può lanciare missile anticarro guidati ed il proietto pakistano da 125 mm con penetratore in uranio impoverito, il Naiza; il Naiza può penetrare 550 mm di corazzatura omogenea alla distanza di 2 km. Dotato di sistema di caricamento automatico, il cannone è stabilizzato su due assi. Il sistema di mira stabilizzato comprende termocamere per il capocarro ed il cannoniere ed un telemetro laser. Per migliorare la precisione il carro è dotato di un avanzato computer balistico e di un sistema di controllo dell'arma migliorato.
L'armamento secondario in torretta è costituito da una mitragliatrice coassiale da 7,62 mm e da una mitragliatrice antiaerea da 12,7 mm montata sul cielo della torretta, brandeggiabile ed impiegabile dall'interno.

### Mobilità
Il carro è propulso da un motore Diesel da 12 cilindri, raffreddato a liquido, erogante 730 hp ed una coppia di 305 kgm a 1.300-1.400 rpm. Il peso in ordine di combattimento è di 40 t, con un rapporto peso/potenza di 18,3 hp/t ed una velocità massima di 65 km/h. Un sistema di sospensioni a barre di torsione modificato garantisce un maggiore comfort all'equipaggio rispetto al Type 59.

### Protezione
Il carro Al-Zarrar è protetto da una corazza modulare composita e da piastre di corazza reattiva, che migliorano la protezione contro missili anticarro, mine ed altre armi. Il carro dispone di un avanzato sistema di allarme laser sviluppato dall'Institute of Industrial Control Systems e prodotto dalla Al Technique Corporation (ATCOP), denominato ATCOP LTS 1, che rivela le emissioni di telemetri e designatori laser. Ai lati della torretta sono montati i lanciagranate fumogene. La sopravvivenza dell'equipaggio è incrementata da un sistema automatico anti-incendio ed anti-esplosione.

## Export
Nell'ottobre del 2008, il capo di stato maggiore dell'Esercito del Bangladesh incontrò la sua controparte pakistana per discutere un programma di modernizzazione della flotta bengalese di Type 59. Venne formata una joint venture tra i due paesi per portare i carri Type 59/59II allo standard Al-Zarrar, con la quale i pakistani avrebbero effettuato un rilevante trasferimento di tecnologie al Bangladesh. L'upgrade avrebbe riguardato 300 carri, da sottoporre ai lavori nel 902 Heavy Workshop dell'esercito bengalese. Al 2015 non erano noti progressi in tale progetto.

## Utilizzatori
Pakistan
- Esercito pakistano – 1.000-1.100 in servizio[4][5].